# Conus garywilsoni
Conus garywilsoni é uma espécie de gastrópode do gênero Conus, pertencente a família Conidae.